# شهرداری تروته
شهرداری تروته (به لاتین: Tērvete Municipality) یک شهرداری در کشور لتونی است.

## خصوصیات
شهرداری تروته ۴٬۱۷۳ نفر جمعیت دارد.